# Aanval op Sluis (1606)
De Aanval op Sluis was een aanval op de Vlaamse stad Sluis door de Franse banneling Du Terrail in Spaanse dienst op 12 juli 1606 ten tijde van de Tachtigjarige Oorlog. Doordat de klok in de stad niet sloeg op het afgesproken tijdstip mislukte de aanslag.

## Aanloop
Na de mislukte poging om Bredevoort in te nemen, probeerde Du Terrail opnieuw dezelfde tactiek toe te passen in Sluis: de stadspoort besluipen, deze opblazen met mijnen, waarna de rest van het leger de stad kon binnenvallen.
Du Terrail had vernomen dat de afgebrande wachthuizen na de laatste belegering, nog niet waren herbouwd. De stad was via de Oostpoort bereikbaar middels twee ophaalbruggen, maar die werden licht bewaakt omdat men binnen de stad dacht dat het onmogelijk via het Verdronken land van Cadzand en langs diverse schansen de stad van deze kant te naderen. De stad stond onder bevel van Karel van der Noot, stadhouder van Frederik Hendrik. Deze had omliggende steden nog gewaarschuwd voor een Spaanse aanval, maar dacht dat Sluis wegens omliggende schansen zeker buiten schot zou blijven.

## Aanval
Echter Du Terrail was via het Verdronken land van Cadzand met een leger van 3.600 man op weg naar de stad. Hij wist ongezien langs de Krabbenschans te trekken. Daarna gaf hij opdracht een deel van zijn leger om op een afgesproken uur over te gaan tot de aanval. Wat Du Terrail en zijn soldaten niet wisten was dat de klok van Sluis al een bepaalde tijd defect was, en de groep soldaten daardoor tevergeefs wachtten op het afgesproken tijdstip. (Volgens legendevorming kwam het door Jantje van Sluis, de klokkenluider, die toevallig die nacht dronken was en daardoor zijn plicht verzaakte.) Du Terrail liet intussen drie mannen naar de twee ophaalbruggen zwemmen, en de derde man mijnen aan de poort plaatsen. Dit lukte. De ontstane bres in de poort was groot genoeg dat er twee mannen tegelijk doorheen konden. Vijftien poortwachters wisten de oprukkende Spanjaarden echter lang genoeg op te houden totdat rest van het door de knallen gewekte garnizoen ook ter plaatse was. Het garnizoen was halfbewapend en halfgekleed naar de poort gekomen, en dreven nu de aanvallers terug. Er werd vanuit de stad zo fanatiek geschoten op de terugtrekkende Spanjaarden dat zij haastig moesten terugtrekken op de brug. De Spaanse versterkingen drongen zich op de brug juist weer in de richting van de stad. Bevelhebber Karel van der Noot wist met een kanon een welgemikt schot op de verdringende massa te lossen, waardoor er in een klap meer dan vierhonderd doden vielen. De inmiddels gealarmeerde soldaten op de schansen doodden vluchtende Spaanse soldaten. De aanval op Sluis was mede door de defecte klok op een fiasco uitgelopen en bleef de stad een Spaanse bezetting bespaard.

## Nasleep
Na afloop besloot men in Sluis om dit soort aanvallen in de toekomst te voorkomen door een halve maan voor de stadspoort aan te leggen. Drie gevangengenomen officieren werden achteraf te Brussel onthoofd. Rondom de klok van Sluis is een legende ontstaan. Jantje van Sluis, de klokkenluider die vereeuwigd is als houten figuur in de kloktoren en daar nu nog staat. Er bestaan verschillende varianten op het verhaal van Jantje van Sluis.